# Dioscouridès (neveu d'Antigone)
Pour les articles homonymes, voir Dioscoride (homonymie).
Dioscouridès ou Dioscouride (en grec ancien Διοσκουρίδης / Dioscouridès) est l'un des trois neveux et généraux d'Antigone le Borgne lors des guerres des Diadoques au IVe siècle av. J.-C.

## Biographie
En 315 av. J.-C., Dioscouridès rejoint Antigone durant le siège Tyr à la tête d'une flotte de 80 navires provenant de l'Hellespont et de Rhodes. Son frère (ou cousin) Télesphore, récupère 50 de ces navires pour mener la lutte dans le Péloponnèse contre Cassandre et Polyperchon. Avec le reste de cette flotte, Dioscouridès est chargé de sécuriser la mer Égée et de rallier les îles qui ne sont pas encore entrées dans l'alliance avec Antigone.

## Sources
Diodore de Sicile, Bibliothèque historique [détail des éditions] [lire en ligne], XIX.